# 米村姫良々
米村 姫良々（よねむら きらら、2004年4月30日 - ）は、日本の歌手、アイドル。女性アイドルグループOCHA NORMAのメンバー。
愛知県出身。アップフロントプロモーション所属。

## 略歴
2015年
- 「2015アンジュルム新メンバーオーディション」に応募するも、落選。

2016年
- 1月15日、野口胡桃・小野琴己・児玉咲子・清野桃々姫とともにハロプロ研修生に加入。

2019年
- 3月 - 5月、『モーニング娘。'19コンサートツアー春 〜BEST WISHES!〜』に、小野琴己・橋迫鈴・松永里愛・為永幸音・出頭杏奈とともにオープニングアクト・チャレンジアクトとして帯同。
- 7月11日、ハロプロ研修生ユニットのメンバーに選出される。

2021年
- 3月7日、Zepp Tokyoで開催された『Hello! Project 研修生発表会 2021 3月 〜Yell〜』にて、新グループ（後のOCHA NORMA）の結成が発表され、ハロプロ研修生ユニットの米村・石栗奏美・窪田七海・斉藤円香の4名がメンバーに選出される。
- 12月12日、OCHA NORMAのメンバーとしてハロー!プロジェクトに加入。

2022年
- 3月30日よりCBCラジオ『OCHA NORMAの推し事ノルマ更新中!』のメインMCを担当。
- 7月13日、シングル『恋のクラウチングスタート/お祭りデビューだぜ!』でOCHA NORMAとしてメジャーデビュー。

2025年
- 1月2日、Instagramを開設。

## 人物
- メンバーカラーはイタリアンレッド。
- 血液型A型[2]。身長158 cm[11]。
- 趣味は一人映画、一人カラオケ[2]。好きな音楽ジャンルはJ-POP[2]。特技はバトン[12]。
- 好物はチョコバナナ、卵雑炊、スイカ、りんご飴、コーラ、ファンタグレープ、スイカジュース、バナナジュース[13]。
- 座右の銘は「臥薪嘗胆」[2]。
- ニックネームはきらりんやきららのほか、ハロプロ研修生時代から自称するきらきらきーちゃん[14]、そこから派生した（きらきら）きーたん[15][16][17]、（きらきら）きーたそ[18][19]などがある。
- ハロプロのグループが全部好きで、アンジュルムのオーディションを母親が見つけ、小学5年生の時に応募。三次審査の段階で事務所に声をかけられ、ハロプロ研修生に加入[20]。憧れの先輩は元℃-uteの鈴木愛理[21]。
- ハロプロ研修生だった中学3年生の当時、デビューできるかがわからない状況で進路に悩み、両親にも「辞めるなら今だよ」と言われ、事務所に一度辞める旨を伝えている。その後、ハロプロ研修生ユニットに選出されたため、アイドル活動を継続。ハロプロ研修生ユニットとして活動する中、4人だけでは力不足だと痛感し、新メンバーが加入したことでグループに進展が見られ、本当にうれしかったという[3]。
- ハロー!プロジェクト加入まで、ハロプロ研修生に約5年11か月在籍。歴代のハロプロ研修生の中で、在籍期間はロージークロニクルの松原ユリヤに次いで2番目に長い（2023年12月現在）。
- 2023年4月、YOASOBIの「アイドル」に合わせて米村が私服で踊る動画がOCHA NORMA公式TikTokアカウントに投稿されると[22]、OCHA NORMAのコンサート衣装を手掛けるスタイリストの宇佐美政樹は、この動画から着想を得て、「アイドル」が主題歌となっているTVアニメ『【推しの子】』に登場する星野アイの衣装を再現したミニドレスをデザイン制作。宇佐美の企画、ディレクションで[23]、米村がこの衣装を着て「アイドル」を踊る動画がプロのカメラマンによって撮影された[24]。これは同年6月にOCHA NORMA公式TikTokアカウントに投稿され、YOASOBIは公式TikTokアカウントから称賛のコメントを寄せており、『【推しの子】』の原作者の横槍メンゴはTwitterに動画を推薦するコメントをしている[22]。同年7月現在、再生数は300万回を超え[25]、「いいね」は30万を突破している。

## 出演

### テレビ番組
- ボウリング革命 P★League（2024年4月5日 - 、BS日テレ） - P★Leagueサポーター（第105戦 - ）
- アニ×パラ キャラバンin山梨 〜パラバドミントン〜（2024年4月5日、NHK）
- くりぃむナンタラ「昭和・平成・令和のアイドルクイズ大会!間違えたらファン即引退」（2024年4月17日・24日、テレビ朝日）
- くりぃむナンタラ ハプニングコント（2024年8月28日・9月4日、テレビ朝日）

### テレビアニメ
- シャドウバースF セブンシャドウズ編 第51話（2023年7月8日、テレビ東京） - 姫良々 役[26]

### 舞台
- 演劇女子部『図書館物語〜3つのブックマーク〜』（2021年11月11日 - 21日、池袋シアターグリーン BIG TREE THEATER） - 宮沢文子 役
- 演劇女子部「ミラーガール」（2024年11月8日 - 17日、こくみん共済 coop ホール／スペース・ゼロ） - 宇都木ユキ 役 / ユッキーヤ 役

### ライブ
- 小片リサ「bon voyage!」（2022年1月11日 - 4月13日、COTTON CLUB、9公演） - Support Dancerとして出演[注 1][27]
- メロン記念日’25 LIVE TOUR〜熟メロン〜（2025年9月6日・15日、2都市4公演） - ゲスト出演[28]

### イベント
- 鈴木啓太バースデーイベント2025 ～集え!赤き戦士達～（2025年5月12日、渋谷シダックスカルチャーホール）[29]

### CM
- ピザーラ よくばりクォーター「どれから食べよう篇」（テレビCM、2017年3月）[30]

### ミュージック・ビデオ
- 宮本佳林 1stシングル「規格外のロマンス」（2021年12月1日） - バックダンサー

## 所属グループ・ユニット
- OCHA NORMA（2021年 - ）